# Swjatlana Belan
Swjatlana Belan, auch Swetlana Belan (* 10. August 1975), ist eine ehemalige belarussische Biathletin.
Swetlana Belan bestritt ihre ersten internationalen Rennen zum Auftakt des Weltcups der Saison 1995/96 in Östersund, wo sie 65. des Einzels wurde. Höhepunkt der Saison wurden die Weltmeisterschaften 1996 in Ruhpolding. Belan wurde 68. des Einzels und kam mit Natalia Ryschenkowa, Natalia Permiakowa und Swetlana Paramygina auf den sechsten Platz im Staffelrennen. 1997 erreichte sie mit einem 31. Platz bei einem Sprint in Ruhpolding ihre beste Platzierung im Weltcup. Höhepunkt wurden erneut die Weltmeisterschaften 1997 in Osrblie, bei denen die Belarussin 63. des Sprints wurde und damit das Verfolgungsrennen um drei Ränge verpasste. Die Staffel erreichte in der Besetzung des Vorjahres den achten Rang, im Mannschaftsrennen lief sie mit Natalia Permiakowa, Irina Tananaiko und Natalia Murschtschakina auf den zehnten Rang. Bis 1998 kam sie zu weiteren Weltcuprennen. Letzte internationale Meisterschaften wurden die Europameisterschaften 2000 in Kościelisko. Belan wurde 25. des Einzels, 33. des Sprints, 30. des Verfolgungsrennens und verpasste mit Alena Walkawez, Inna Scheschkil und Swetlana Paramygina als Viertplatzierte knapp den Gewinn einer Staffel-Medaille.

## Biathlon-Weltcup-Platzierungen
Die Tabelle zeigt alle Platzierungen (je nach Austragungsjahr einschließlich Olympische Spiele und Weltmeisterschaften).
- 1.–3. Platz: Anzahl der Podiumsplatzierungen
- Top 10: Anzahl der Platzierungen unter den ersten zehn (einschließlich Podium)
- Punkteränge: Anzahl der Platzierungen innerhalb der Punkteränge (einschließlich Podium und Top 10)
- Starts: Anzahl gelaufener Rennen in der jeweiligen Disziplin

| Platzierung                                              | Einzel | Sprint | Verfolgung | Massenstart | Team | Staffel | Gesamt |
| -------------------------------------------------------- | ------ | ------ | ---------- | ----------- | ---- | ------- | ------ |
| 1. Platz                                                 |        |        |            |             |      |         |        |
| 2. Platz                                                 |        |        |            |             |      |         |        |
| 3. Platz                                                 |        |        |            |             |      |         |        |
| Top 10                                                   |        |        |            |             | 1    | 2       | 3      |
| Punkteränge                                              |        |        |            |             | 1    | 2       | 3      |
| Starts                                                   | 9      | 9      | 1          |             | 1    | 2       | 22     |
| Stand: Karriereende, Daten möglicherweise nicht komplett |        |        |            |             |      |         |        |